# Coltines
Coltines est une commune française, située dans le département du Cantal en région Auvergne-Rhône-Alpes.

## Géographie
Coltines est au cœur de la Planèze de Saint-Flour, haut plateau formé par les coulées de lave de l'ancien volcan du Cantal.

### Communes limitrophes
Les communes limitrophes sont  Andelat, Celles, Neussargues-Moissac, Roffiac, Talizat et Ussel.
| Celles |          | Neussargues-Moissac |
|        | Coltines | Talizat             |
| Ussel  | Roffiac  | Andelat             |

### Climat
Pour des articles plus généraux, voir Climat d'Auvergne-Rhône-Alpes et Climat du Cantal.
En 2010, le climat de la commune est de type climat des marges montargnardes, selon une étude du CNRS s'appuyant sur une série de données couvrant la période 1971-2000. En 2020, Météo-France publie une typologie des climats de la France métropolitaine dans laquelle la commune est exposée à un climat de montagne ou de marges de montagne et est dans une zone de transition entre les régions climatiques « Ouest et nord-ouest du Massif Central » et « Nord-est du Massif Central ». 
Pour la période 1971-2000, la température annuelle moyenne est de 8,3 °C, avec une amplitude thermique annuelle de 16,2 °C. Le cumul annuel moyen de précipitations est de 756 mm, avec 10 jours de précipitations en janvier et 7,2 jours en juillet. Pour la période 1991-2020, la température moyenne annuelle observée sur la station météorologique installée sur la commune est de 7,8 °C et le cumul annuel moyen de précipitations est de 734,2 mm,. Pour l'avenir, les paramètres climatiques de la commune estimés pour 2050 selon différents scénarios d'émission de gaz à effet de serre sont consultables sur un site dédié publié par Météo-France en novembre 2022.
| Mois                                  | jan.           | fév.           | mars           | avril          | mai           | juin          | jui.           | août            | sep.          | oct.           | nov.             | déc.            | année      |
| ------------------------------------- | -------------- | -------------- | -------------- | -------------- | ------------- | ------------- | -------------- | --------------- | ------------- | -------------- | ---------------- | --------------- | ---------- |
| Température minimale moyenne (°C)     | −3,5           | −3,6           | −1,4           | 0,8            | 4,1           | 7,2           | 8,8            | 8,6             | 5,5           | 3,5            | −0,2             | −2,9            | 2,2        |
| Température moyenne (°C)              | 0,4            | 0,9            | 3,9            | 6,6            | 10,2          | 14            | 16             | 15,8            | 12,1          | 8,9            | 4                | 1,1             | 7,8        |
| Température maximale moyenne (°C)     | 4,2            | 5,3            | 9,2            | 12,4           | 16,3          | 20,7          | 23,3           | 23              | 18,6          | 14,4           | 8,3              | 5               | 13,4       |
| Record de froid (°C) date du record   | −17,4 27.01.07 | −20,9 01.02.10 | −21,9 01.03.05 | −11,2 08.04.21 | −5,6 07.05.19 | −1,6 13.06.19 | 0,1 03.07.1996 | −0,5 30.08.1998 | −3,4 29.09.08 | −10,5 26.10.03 | −14,7 22.11.1998 | −21,2 04.12.10  | −21,9 2005 |
| Record de chaleur (°C) date du record | 16,9 01.01.22  | 21,9 26.02.19  | 21,5 15.03.12  | 24,4 30.04.05  | 30,1 22.05.22 | 35,9 27.06.19 | 35,4 31.07.20  | 35,8 23.08.23   | 32,7 04.09.23 | 29,1 08.10.23  | 20,5 08.11.15    | 16,2 13.12.1994 | 35,9 2019  |
| Ensoleillement (h)                    | 1 081          | 1 372          | 174            | 187            | 2 108         | 2 466         | 279            | 2 522           | 1 963         | 1 414          | 1 019            | 1 045           | 2 139      |
| Précipitations (mm)                   | 49,3           | 38             | 39,5           | 66,3           | 82,5          | 59,4          | 53,8           | 75              | 68,7          | 71,6           | 75,4             | 54,7            | 734,2      |

## Urbanisme

### Typologie
Au 1er janvier 2024, Coltines est catégorisée commune rurale à habitat dispersé, selon la nouvelle grille communale de densité à 7 niveaux définie par l'Insee en 2022.
Elle est située hors unité urbaine. Par ailleurs la commune fait partie de l'aire d'attraction de Saint-Flour, dont elle est une commune de la couronne,. Cette aire, qui regroupe 36 communes, est catégorisée dans les aires de moins de 50 000 habitants,.

### Occupation des sols
L'occupation des sols de la commune, telle qu'elle ressort de la base de données européenne d’occupation biophysique des sols Corine Land Cover (CLC), est marquée par l'importance des territoires agricoles (97,4 % en 2018), en augmentation par rapport à 1990 (86,3 %). La répartition détaillée en 2018 est la suivante : prairies (56 %), zones agricoles hétérogènes (41,4 %), zones urbanisées (1,5 %), zones industrielles ou commerciales et réseaux de communication (1,1 %). L'évolution de l’occupation des sols de la commune et de ses infrastructures peut être observée sur les différentes représentations cartographiques du territoire : la carte de Cassini (XVIIIe siècle), la carte d'état-major (1820-1866) et les cartes ou photos aériennes de l'IGN pour la période actuelle (1950 à aujourd'hui).

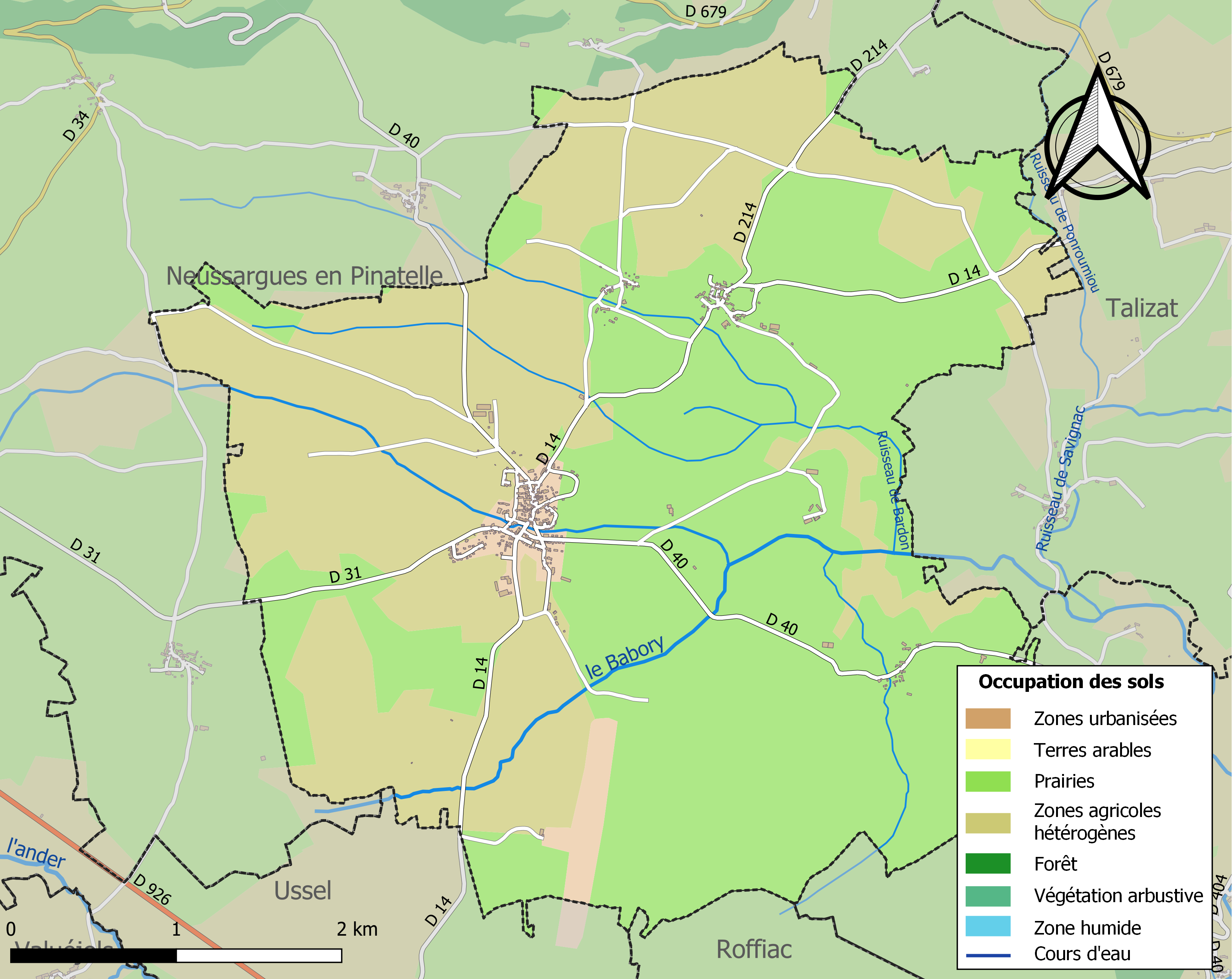
Carte des infrastructures et de l'occupation des sols de la commune en 2018 (CLC).

### Habitat et logement
En 2018, le nombre total de logements dans la commune était de 265, alors qu'il était de 245 en 2013 et de 234 en 2008.
Parmi ces logements, 71,4 % étaient des résidences principales, 25 % des résidences secondaires et 3,7 % des logements vacants. Ces logements étaient pour 86,9 % d'entre eux des maisons individuelles et pour 10,9 % des appartements.
Le tableau ci-dessous présente la typologie des logements à Coltines en 2018 en comparaison avec celle du Cantal et de la France entière. Une caractéristique marquante du parc de logements est ainsi une proportion de résidences secondaires et logements occasionnels (25 %) supérieure à celle du département (20,4 %) et à celle de la France entière (9,7 %). Concernant le statut d'occupation de ces logements, 79,6 % des habitants de la commune sont propriétaires de leur logement (78,5 % en 2013), contre 70,4 % pour le Cantal et 57,5 pour la France entière.
| Typologie                                               | Coltines | Cantal | France entière |
| ------------------------------------------------------- | -------- | ------ | -------------- |
| Résidences principales (en %)                           | 71,4     | 67,7   | 82,1           |
| Résidences secondaires et logements occasionnels (en %) | 25       | 20,4   | 9,7            |
| Logements vacants (en %)                                | 3,7      | 11,9   | 8,2            |

## Toponymie
En occitan, la commune est appelée Coltina (prononcer : « cortino », le « l » étant ici un rhotacisme ce qui le fait à l'oreille rapprocher d'un « r »).

## Histoire
Voir le site de la Commune : coltines.com

## Politique et administration

### Découpage territorial
La commune de Coltines est membre de l'intercommunalité Saint-Flour Communauté, un établissement public de coopération intercommunale (EPCI) à fiscalité propre créé le 1er janvier 2017 dont le siège est à Saint-Flour. Ce dernier est par ailleurs membre d'autres groupements intercommunaux.
Sur le plan administratif, elle est rattachée à l'arrondissement de Saint-Flour, à la circonscription administrative de l'État du Cantal et à la région Auvergne-Rhône-Alpes.
Sur le plan électoral, elle dépend du canton de Saint-Flour-1 pour l'élection des conseillers départementaux, depuis le redécoupage cantonal de 2014 entré en vigueur en 2015, et de la deuxième circonscription du Cantal  pour les élections législatives, depuis le dernier découpage électoral de 2010.

### Liste des maires
| Période                                  | Période  | Identité               | Étiquette | Qualité |
| ---------------------------------------- | -------- | ---------------------- | --------- | --- |
| Les données manquantes sont à compléter. |          |                        |           | |
| 1792                                     | 1800     | Jean-Baptiste Crespoul |           | |
| 1800                                     | 1801     | Étienne Hugon          |           | |
| 1801                                     | 1812     | Antoine Hugon          |           | |
| 1812                                     | 1814     | Jean Hugon             |           | |
| 1815                                     | 1851     | Jean Amat              |           | |
| 1852                                     | 1865     | Étienne Amat           |           | |
| 1865                                     | 1876     | Jean-Baptiste Boudou   |           | |
| 1876                                     | 1877     | Claude Soule           |           | |
| 1878                                     | 1880     | Durand Hugon           |           | |
| 1887                                     | 1896     | Étienne Charreire      |           | |
| 1896                                     | 1898     | Jean Jouve             |           | |
| 1898                                     | 1908     | Antoine Granet         |           | |
| 1908                                     | 1929     | Alexandre Sourou       |           | |
| 1915                                     | 1919     | Jean Desfonds          |           | Interim |
| 1929                                     | 1943     | Armand Boudou          |           | |
| 1943                                     | 1947     | Élie Delmas            |           | |
| 1947                                     | 1959     | Pierre Gras            |           | |
| 1959                                     | 1971     | Émile Borel            |           | |
| 1971                                     | 2020     | Joseph Boudou          | PS        | Retraité Fonction publique Conseiller régional d'Auvergne de 1998 à 2004, Président fondateur de la FNACA du Cantal |
| 2020                                     | En cours | Didier Amarger         |           | |

## Démographie
L'évolution du nombre d'habitants est connue à travers les recensements de la population effectués dans la commune depuis 1793. Pour les communes de moins de 10 000 habitants, une enquête de recensement portant sur toute la population est réalisée tous les cinq ans, les populations de référence des années intermédiaires étant quant à elles estimées par interpolation ou extrapolation. Pour la commune, le premier recensement exhaustif entrant dans le cadre du nouveau dispositif a été réalisé en 2004.

En 2022, la commune comptait 428 habitants, en évolution de −7,36 % par rapport à 2016 (Cantal : −1,08 %, France hors Mayotte : +2,11 %).
| 1793 | 1800 | 1806 | 1821 | 1831 | 1836 | 1841 | 1846 | 1851 |
| ---- | ---- | ---- | ---- | ---- | ---- | ---- | ---- | ---- |
| 844  | 780  | 830  | 733  | 776  | 752  | 734  | 716  | 728  |

| 1856 | 1861 | 1866 | 1872 | 1876 | 1881 | 1886 | 1891 | 1896 |
| ---- | ---- | ---- | ---- | ---- | ---- | ---- | ---- | ---- |
| 682  | 686  | 666  | 660  | 665  | 668  | 654  | 656  | 616  |

| 1901 | 1906 | 1911 | 1921 | 1926 | 1931 | 1936 | 1946 | 1954 |
| ---- | ---- | ---- | ---- | ---- | ---- | ---- | ---- | ---- |
| 602  | 629  | 571  | 512  | 494  | 479  | 467  | 393  | 406  |

| 1962 | 1968 | 1975 | 1982 | 1990 | 1999 | 2004 | 2006 | 2009 |
| ---- | ---- | ---- | ---- | ---- | ---- | ---- | ---- | ---- |
| 348  | 312  | 298  | 314  | 358  | 404  | 405  | 410  | 444  |

| 2014 | 2019 | 2022 | - | - | - | - | - | - |
| ---- | ---- | ---- | - | - | - | - | - | - |
| 453  | 439  | 428  | - | - | - | - | - | - |

## Culture locale et patrimoine

### Lieux et monuments

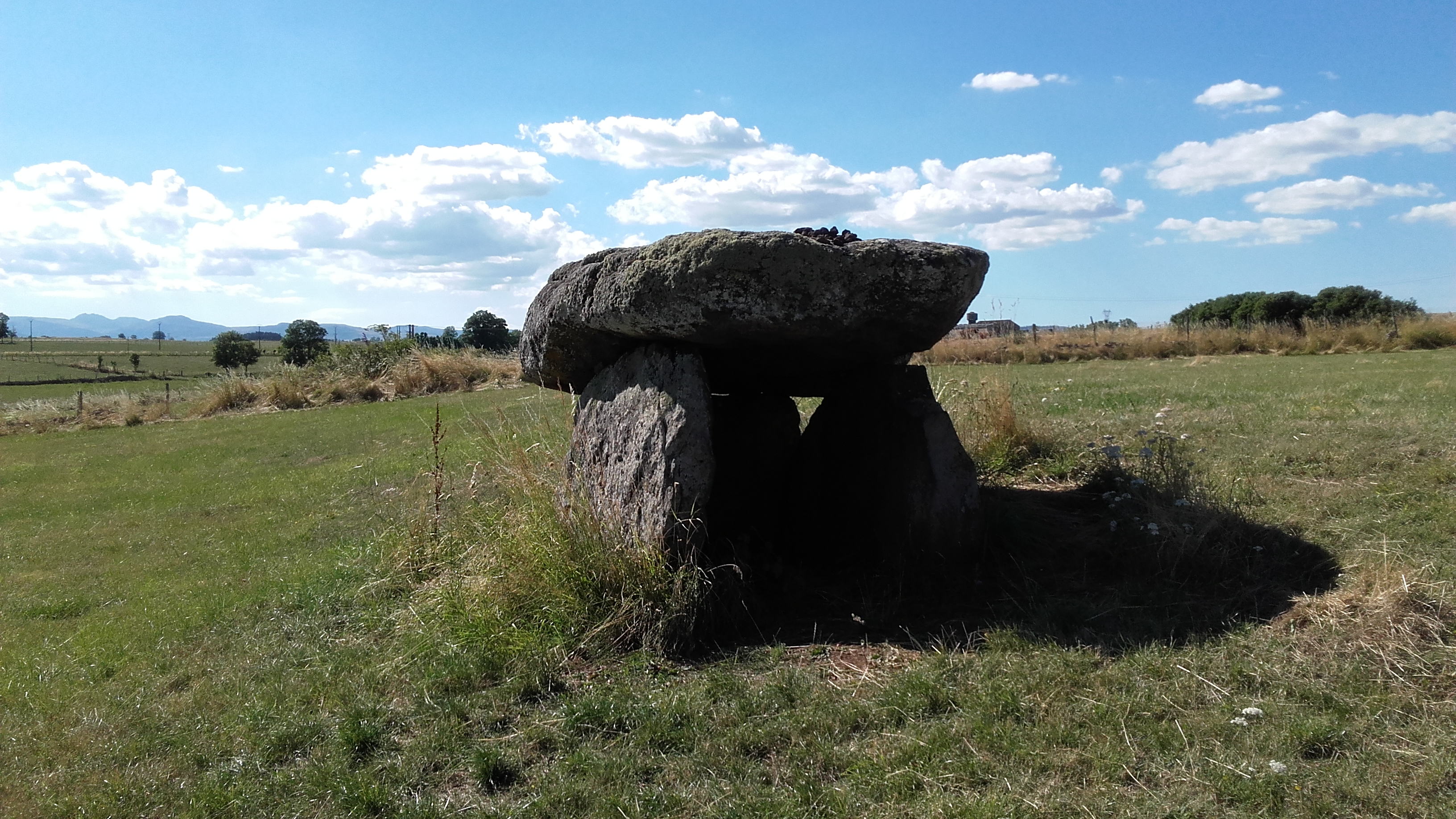
Dolmen de Touls.

- L'église Saint-Vincent[16] (1110) qui possède une des quatre roues à clochettes subsistant en Auvergne.
- Le Musée de l'agriculture auvergnate dans une ferme du XVIIe siècle
- Dolmen de Touls[17] et dolmen du Bardon[18], inscrits aux monuments historiques depuis 1986.
- L'aérodrome de Saint-Flour - Coltines (code OACI : LFHQ) se trouve sur la commune.
- Les fresques du château d'eau et du Foyer rural.

### Personnalités liées à la commune
- Sophie Villeneuve, championne de France de ski de fond[réf. nécessaire].